# Ilja Völlmy Kudryavtsev
Ilja Völlmy Kudryavtsev ist ein in Sankt Petersburg geborener Organist und Pianist, der in der Schweiz lebt und arbeitet. Er ist Titularorganist an der Stadtkirche St. Martin in Liestal, wo er auch Konzertreihen organisiert und als künstlerischer Leiter das „Liestaler Internationale Orgelfestival“ gründete. Er tritt international auf, und sein Repertoire umfasst Musik verschiedener Epochen, mit einem besonderen Schwerpunkt auf Orgelmusik des 19. und 20. Jahrhunderts, sowie zeitgenössische und avantgardistische Werke.

## Leben und Wirken

### Ausbildung
Geboren in Sankt Petersburg, Russland, begann Kudryavtsev im Alter von 7 Jahren mit dem Klavierunterricht und wechselte mit 16 Jahren zur Orgel. Da Orgelmusik in der Russisch-Orthodoxe Kirchen Tradition unüblich ist, übte er und wurde später Organist an einer finnisch-lutherischen Kirche in St. Petersburg.
Von 2001 bis 2006 studierte er am Sankt Petersburger Konservatorium Orgel und Klavier. Im September 2006 erhielt er ein Eintrittsstipendium für ein postgraduales Studium an der Royal Academy of Music in London. Dort studierte er Interpretation bei David Titterington und Improvisation bei Lionel Rogg. Während seiner Zeit an der Akademie erhielt er verschiedene Stipendien und Preise und schloss 2008 mit dem DipRAM (Diploma of the Royal Academy of Music) ab. Von 2008 bis 2009 hatte er zudem ein Fellowship an der Akademie inne.

### Karriere
Während seines Studiums in London trat Kudryavtsev als Rezitalist bei mehreren bedeutenden Festivals auf, darunter das Spitalfields Festival, das London Handel Festival, das City of London Festival und das Messiaen Festival 2008 im Southbank Centre.
2009 zog Kudryavtsev in die Schweiz und wurde Titularorganist an der Stadtkirche St. Martin in Liestal, der Hauptkirche der basellanschaftlichen Kantonshauptstadt. Die Kirche beherbergt eine bedeutende romantische Orgel, die 1863 von der französischen Firma Merklin-Schütze gebaut wurde. In Liestal organisiert Kudryavtsev die Konzertreihe „Heure Mystique“, das „Easter music festival“ und leitet die jährliche „Orgelnacht“, bei der mehrere Organisten, Instrumente und diverse musikalische Stile präsentiert werden. 2016/2017 gründete er das „Liestaler Internationale Orgelfestival“ und wurde dessen künstlerischer Leiter. Er ist zudem Präsident des Vereins „Orgelmusik der Stadtkirche Liestal“.
Kudryavtsev gibt regelmäßig Konzerte in der Schweiz, Frankreich, Deutschland, Italien, Irland, Russland und im Vereinigten Königreich. Wichtige internationale Auftritte umfassten Konzerte beim Festival Vivat Vox Organi in Špania Dolina, Slowakei (2020), wo er auf der historischen Martin Podkonický-Orgel von 1751 spielte; ein Konzert in der Garnisonkirche St. Peter und Paul in Lwiw, Ukraine (2017), bei dem zum ersten Mal seit 100 Jahren Orgelmusik in der Kirche erklang (unter Verwendung eines eigens mitgebrachten digitalen Instruments); sowie die Teilnahme am Projekt für zeitgenössische Musik „Organum Novum“ in der Petrikirche in St. Petersburg (2020). Weitere Auftrittsorte waren die Westminster Abbey, das Basler Münster, St. Jakob in Zürich (im Rahmen des Festivals „Zürcher Orgelnacht“), die Heiliggeistkirche Bern sowie die Abteikirche Saint-Ouen in Rouen.
2011 gewann er den 3. Preis beim Internationalen Orgelwettbewerb von Saint-Maurice in der Schweiz.
Kudryavtsev arbeitet oft mit anderen Musikern zusammen. Regelmäßig tritt er mit seiner Frau, der Cellistin Annina Völlmy, auf, manchmal unter dem Namen „Duo Chants Russes“. Gemeinsam mit der Sopranistin Jeanne Pascal Künzli bilden sie das „Trio Via Cantante“. Er beteiligt sich auch an Projekten, welche die Orgel mit anderen Instrumenten wie Flöte, Saxophon (z. B. mit Luzian Graber und Ben Zahler) oder Schlagzeug kombinieren oder Kunstformen wie Pantomime und Tanz einbeziehen. Er praktiziert Improvisation über Texte oder Bilder, auch im Rahmen des „Duo Chants Russes“. Seine Konzertprogramme enthalten manchmal eigene Kompositionen oder Arrangements, wie „Reflections for organ and cello“ und eine Fantasie über das ukrainische Lied „Oj u lusi tscherwona kalyna“.

### Repertoire
Während sein Repertoire Musik aus allen historischen Epochen umfasst, liegen Kudryavtsevs Hauptinteressen derzeit in der Orgelmusik des 19. und 20. Jahrhunderts. Seine Programme beinhalteten Standardrepertoire von Komponisten wie César Franck, Charles-Marie Widor, Johann Sebastian Bach und Wolfgang Amadeus Mozart, neben Werken von Mykola Kolessa, Arnold Schönberg, Louis Vierne, Alexander Glasunow, Sergei Rachmaninow, Dmitri Schostakowitsch und Ernest Bloch. Er hat auch seltener gespielte Werke aufgeführt, wie William Byrds „The Bells“, Stücke von Jehan Titelouze und Max Bruchs „Kol Nidrei“. Seine Teilnahme am Projekt „Organum Novum“ rückte zeitgenössische Komponisten wie Sergei Khismatov, Thanos Chrysakis und Anna Korsun in den Fokus.

### Persönliches
Kudryavtsev ist mit der Schweizer Cellistin Annina Völlmy verheiratet. Sie ist Absolventin des St. Petersburger Konservatoriums, wo sie bei A. Nikitin studierte, ist seit 2001 als Konzertmeisterin aktiv und spezialisiert sich auf Kammermusik, Kirchenmusik und Improvisation. Das Paar lernte sich kennen, als Kudryavtsev noch in Russland war, und tritt häufig gemeinsam auf.
Nach dem vollständigen russischen Überfall auf die Ukraine 2022 hat Kudryavtsev die Ukraine öffentlich unterstützt, indem er Benefizkonzerte spielte, Gelder für medizinische Versorgung sammelte und an ukrainischen Gemeinschaftsveranstaltungen in der Schweiz teilnahm. Er gab an, dass der Krieg zu einem tiefen Bruch zwischen ihm und seinen Eltern geführt habe, die in Russland leben und aufgrund des Einflusses russischer Staatsmedien andere Ansichten vertreten. Kudryavtsev beschrieb ihre Situationen als Leben in „verschiedenen Welten“. Er glaubt, dass er in Russland inzwischen als „Landesverräter“ gilt und nicht zurückkehren kann. Er fühlt sich in der Region Baselbiet und in der Evangelisch-reformierten Kirche Schweiz heimisch.